# Grande Otelo
Grande Otelo (właśc. Sebastião Bernardes de Souza Prata; ur. 18 października 1915 w Uberlândii, zm. 26 listopada 1993 w Paryżu) – brazylijski aktor, komik, piosenkarz i kompozytor.
Swoją karierę filmową rozpoczął w 1935 roku, grając w filmie Noites Cariocas. Wystąpił m.in. w filmie Macunaíma (1969) i Fitzcarraldo (1982). 
Zmarł w 1993 roku na atak serca.